# Луций Кальпурний Пизон Цезонин (консул 112 года до н. э.)
Лу́ций Кальпу́рний Пизо́н Цезони́н (лат. Lucius Calpurnius Piso Caesoninus; умер в 107 году до н. э. близ Агена) — древнеримский военачальник и политический деятель из плебейского рода Кальпурниев, консул 112 года до н. э. Погиб в сражении с гельветами в Трансальпийской Галлии.

## Происхождение
Луций Кальпурний принадлежал к плебейскому роду Кальпурниев, происходившему согласно поздним генеалогиям от Кальпа — мифического сына второго царя Рима Нумы Помпилия (к Нуме возводили свои родословные также Пинарии, Помпонии и Эмилии). Предположительно дедом Луция был консул 180 года до н. э. Гай Кальпурний Пизон, а отцом — Луций Кальпурний Пизон Цезонин, консул 148 года до н. э. Прозвище Цезонин, ставшее вторым когноменом для этой ветви рода, может означать, что Луций-отец был Пизоном только по усыновлению, а изначально носил номен Цезоний.

## Биография
Учитывая требования закона Виллия, предусматривавшего определённые временные промежутки между высшими магистратурами, Луций Кальпурний должен был не позже 115 года до н. э. занимать должность претора. Предположительно он управлял во время претуры провинцией Азия (такой вывод учёные делают из надписи, найденной в городе Приена). В 112 году до н. э. Пизон Цезонин стал консулом совместно с ещё одним плебеем — Марком Ливием Друзом. О деятельности Луция Кальпурния в этом качестве известны только две вещи: он установил границы между двумя общинами на Крите, Итан и Иерапетра, и председательствовал в сенате, когда было принято постановление о коллегиях греческих ремесленников.
В какой-то момент Луций Кальпурний был привлечен Гаем Клавдием Пульхром к суду за злоупотребления в провинции. Помимо всего прочего, его обвиняли в том, что он дал нажиться своему префекту Магию. Защитником был Луций Лициний Красс, об исходе дела точно ничего не известно.
В 107 году до н. э. Пизон Цезонин был легатом в армии Луция Кассия Лонгина, наместника Нарбонской Галлии. Племена тигуринов и теугенов, жившие в Альпах в составе племенного союза гельветов, решили переселиться в юго-западную часть Галлии, но Лонгин преградил им путь на реке Гарумна у города Аген (по другой версии, римляне преследовали врага до океана). Произошло сражение, в котором римляне были разгромлены и большей частью погибли. В числе павших был и Луций Кальпурний.

## Потомки
У Луция Кальпурния был сын того же имени, который был квестором приблизительно в 100 году до н. э., а позже, возможно, занимал должность претора. Внук Луция стал консулом 58 года до н. э. и тестем Гая Юлия Цезаря. Последний объявил месть за прадеда жены одной из главных причин войны с гельветами, с которой началось завоевание Трансальпийской Галлии (в 58 году до н. э.).